# Кировск (Мурманска област)
Кировск (на руски: Кировск) е град в Русия, разположен в градски окръг Кировск, Мурманска област. Населението на града към 1 януари 2018 година е 26 581 души.

## Туризъм
Кировск е най-северният планински ски курорт в Европа. В града има два големи ски курорта: Бигвуд и Кукисвумчор, с близо 50 км писти, които работят от ноември до юни. Туристическият сектор се развива бързо, като всяка година се откриват нови хотели и ски лифтове. 